# Richard Brenner (afrikaforskare)
Richard Brenner, född 30 juni 1833  i Merseburg, Provinsen Sachsen, död 22 mars 1874 i Zanzibar, Sultanatet Zanzibar, var en tysk Afrikaforskare, jägare och diplomat.

## Biografi
Brenner föddes i den preussiska provinsen Sachsen och blev efter avslutade gymnasiestudier jägmästare i Harz. Han arbetade därefter med sockerframställning. 1864 anslöt han sig till baron Karl Klaus von der Deckens expedition till Östafrika som privatsekreterare och jägare. Efter att baron von der Decken och flera av expeditionsmedlemmarna dödats i strider i oktober 1865 övertog han tillfälligt ledningen för expeditionen och förde de övriga tillbaka till floden Jubas mynning. Brenner fick därefter i uppdrag från baronens familj att fullfölja expeditionens uppdrag att utforska floderna i området. Under perioden fram till 1868 genomforskade han nuvarande Somalia samt Wituland och Oromos territorium. Han återvände därefter till Europa.
1870 påbörjade han en ny österrikiskfinansierad handelsexpedition till Östafrika där han bland annat utforskade Ruvufloden i nuvarande Tanzania. Han återvände 1871 efter att ha drabbats av sjukdom. 1872 utnämndes han av Österrike-Ungerns regering till konsul i Aden. Därifrån reste han till Zanzibar och avled där 1874.